# Neobolusia
Neobolusia là một chi thực vật có hoa trong họ, Orchidaceae.